# عيسى السعيد
عيسى السعيد لاعب كرة قدم سعودي ، يلعب في الجناح و الظهير.

## مسيرة اللاعب
لعب في نادي النجوم على فترتين و نادي هجر ونادي الثقبة ونادي الخليج ونادي النهضة ونادي الروضة.